# Morella

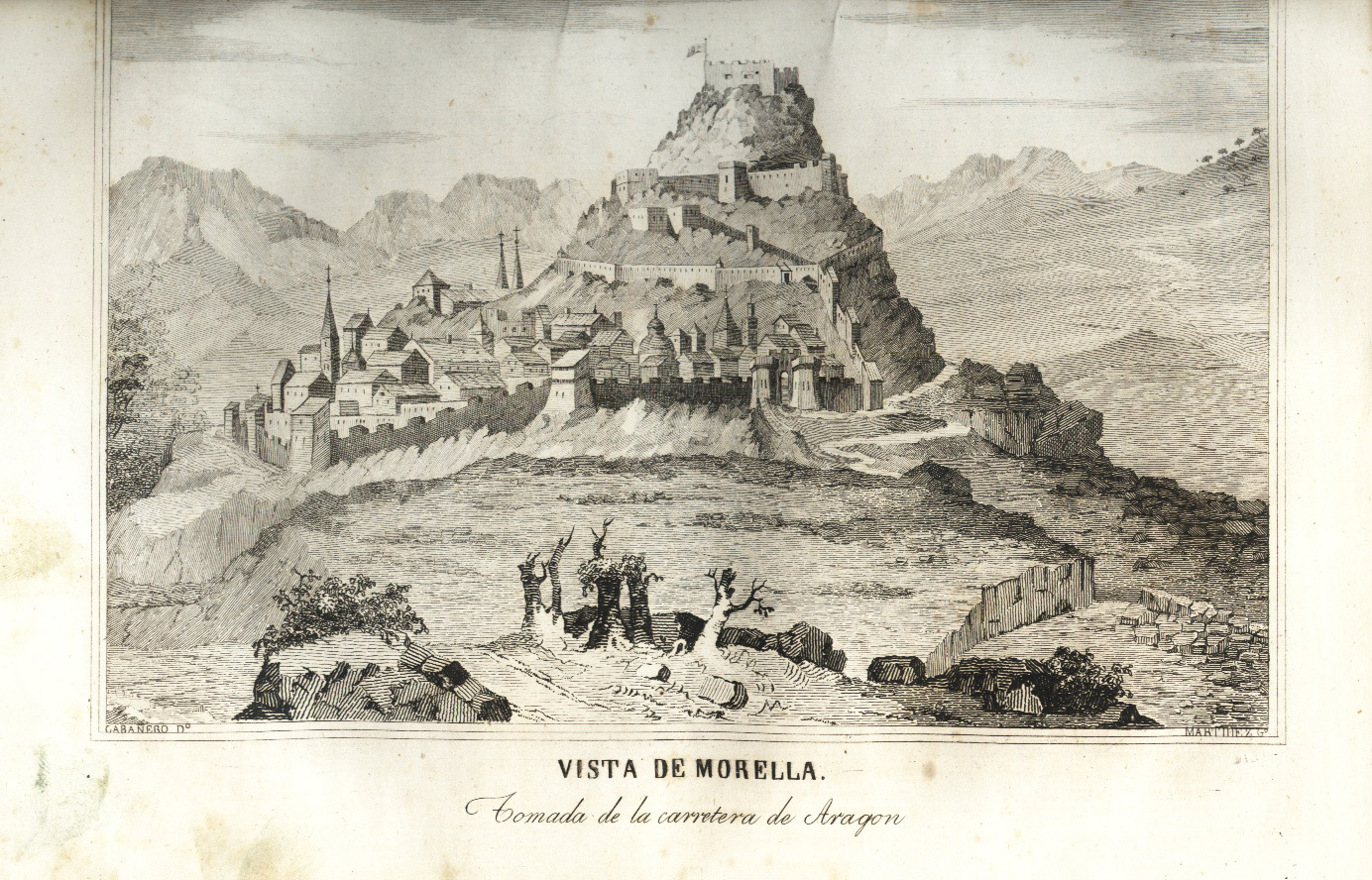
Morella 1845

Morella ist eine Gemeinde im Norden der Provinz Castellón in der Valencianischen Gemeinschaft in Spanien. Sie ist Hauptort der Comarca Els Ports.

## Geografie
Morella befindet sich an der Grenze der Region Valencia zu Aragonien (Provinz Teruel) und Katalonien (Provinz Tarragona). Die Stadt beeindruckt den Besucher durch die kompakte Anlage innerhalb einer erhaltenen Stadtmauer, die von der örtlichen Burg überragt wird. In ihrem Bereich liegen die Bergpässe Torre Miró (1259 m) und Querol (1020 m).
Dieses Ensemble kann von der Nationalstraße N-232 aus betrachtet werden, die Morella mit Saragossa und Logroño im Westen bzw. den Badeorten am Mittelmeer im Osten verbindet.
Angrenzende Orte sind Sorita, Palanques, Mirambel, Forcall, Villores, Cinctorres, Castellfort, Ares del Maestrat, Catí, Xert, Vallibona, Castell de Cabres und Herbés, Xiva de Morella die allesamt ebenfalls in der Provinz Castellón liegen.

## Bauwerke

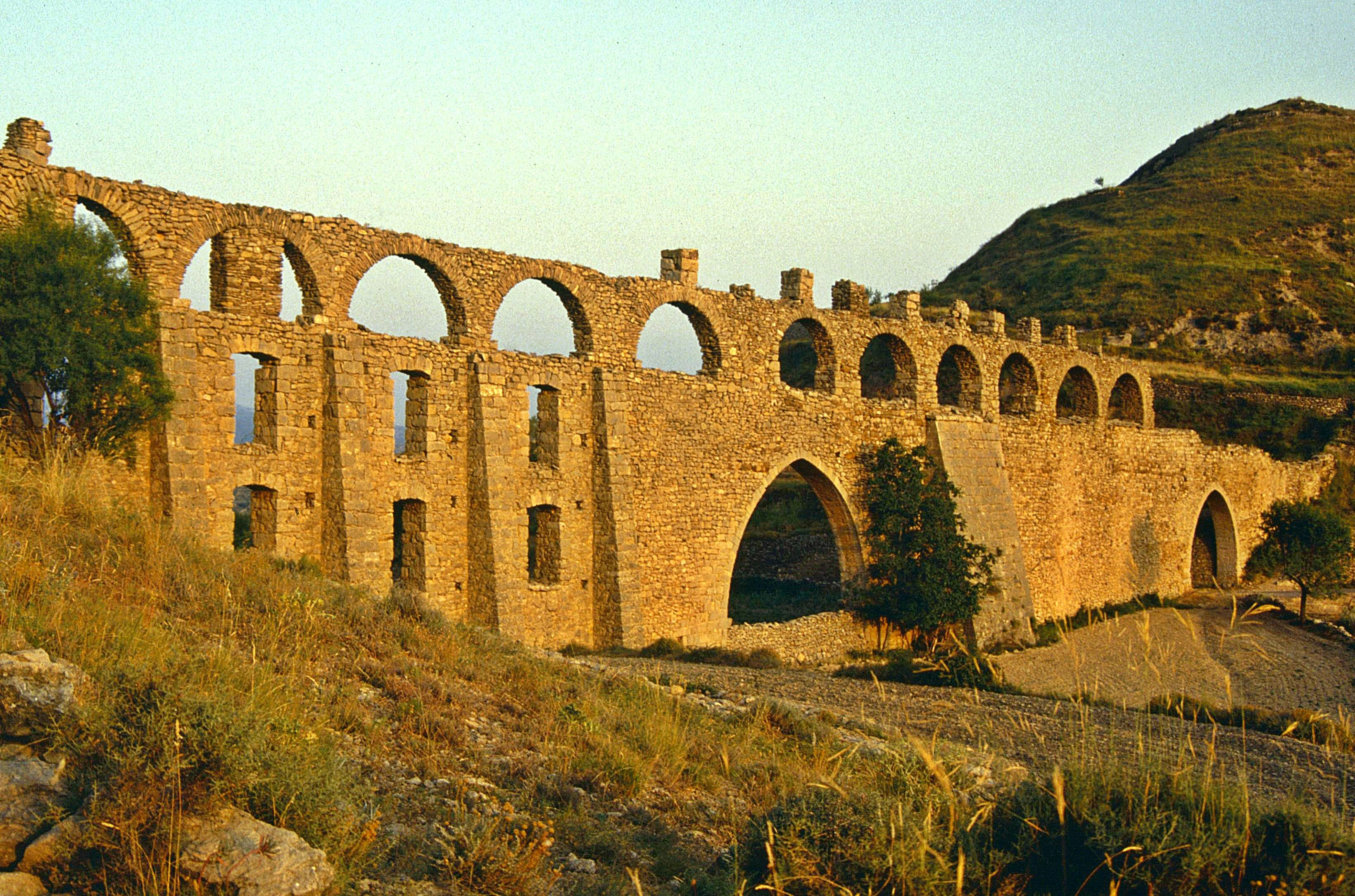
Aquädukt

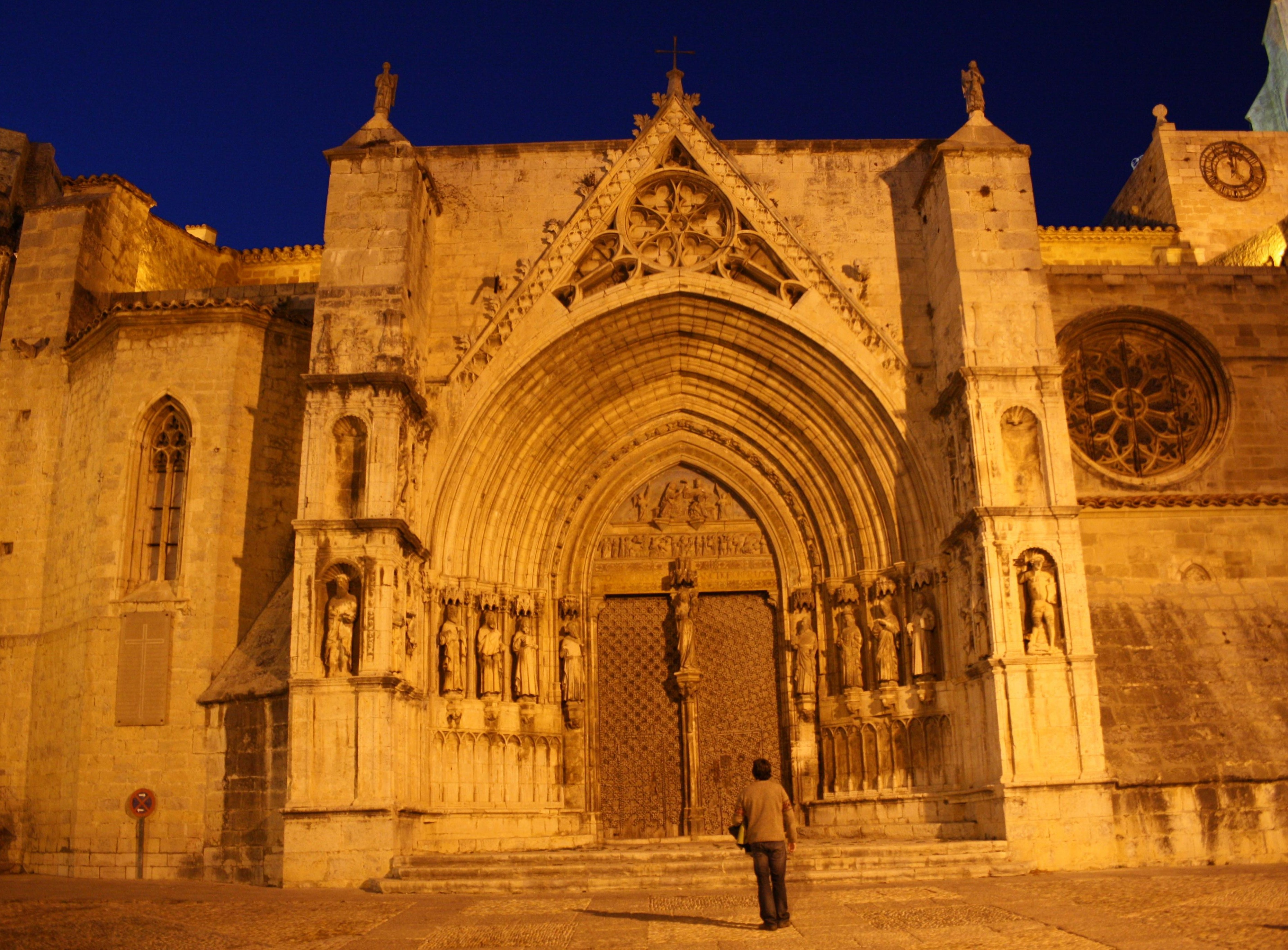
Puerta de los Apósteles von Santa María la Mayor

- Der Aquädukt von Morella (Aqüeducte de Santa Llúcia) wurde 14. Jahrhundert im gotischen Stil erbaut.
- Die Kirche Santa María la Mayor wurde im 13. und 14. Jahrhundert im Stil der valencianischen Gotik erbaut. Fertiggestellt war sie jedoch erst im Jahr 1594, weshalb sie auch Elemente der Renaissance enthält, vor allem in der Puerta de los Apósteles. Im Inneren schließen drei Schiffe mit drei Apsiden ab. Über eine Wendeltreppe, die mit Flachreliefs geschmückt ist, gelangt man in den mit vier Pfeilern gestützten Chor, dessen Schranke (Lettner) in vielen Relieffiguren das Jüngste Gericht darstellt. Der Hochaltar ist im churrigueresken Stil gestaltet. Hier las im Sommer 1415[4] der Gegenpapst Benedikt XIII. im Beisein von Ferdinand I. (Aragón) die Heilige Messe, bei der der Heilige Vinzenz Ferrer predigte.

## Sexenni-Festival

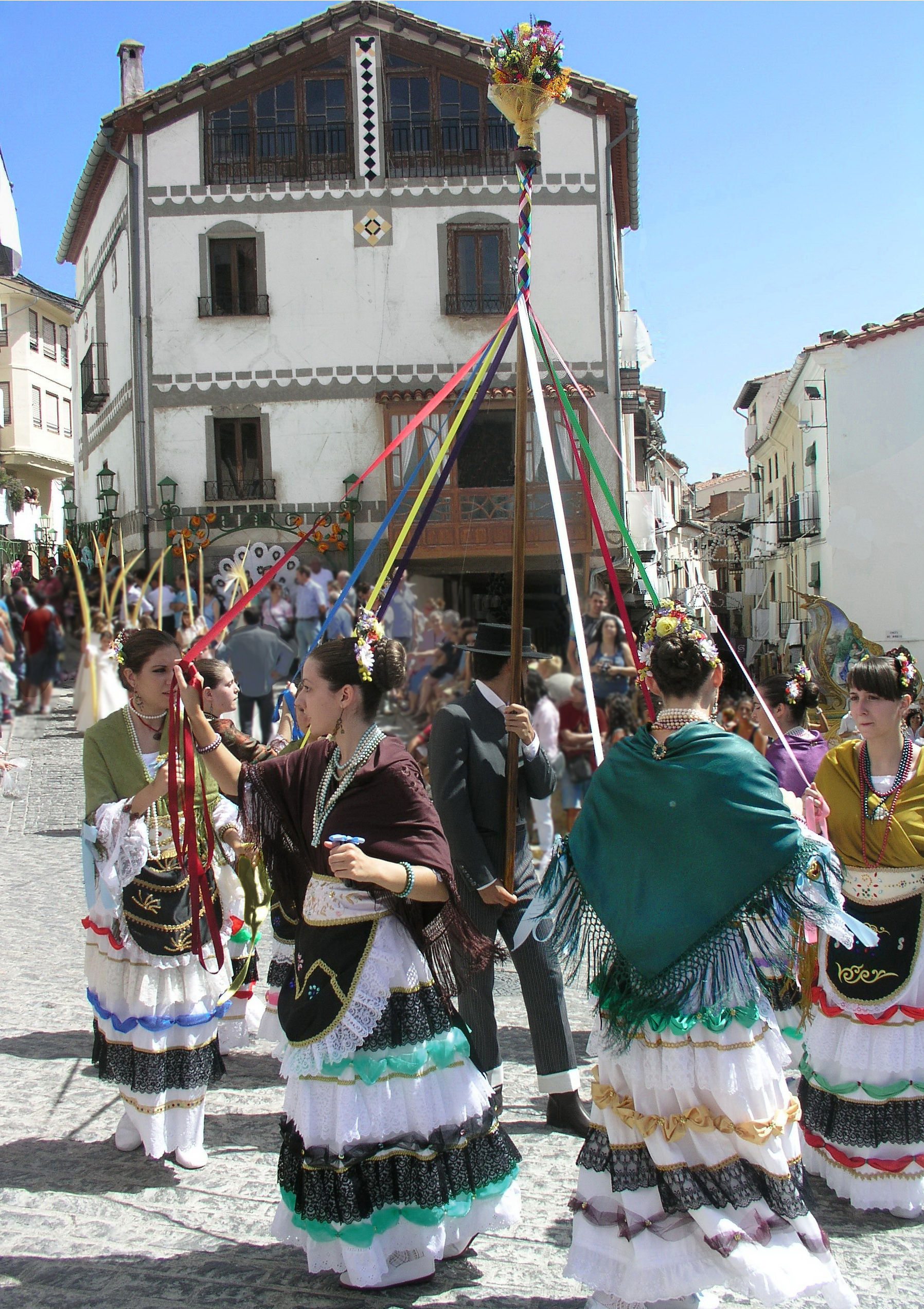
Die Tänze von Gitanetes, Sexenni 2012

Das Sexenni-Festival von Morella geht auf das Jahr 1672 zurück, als die Stadt unter der Pest litt, die den Ort verwüstete.  Nach den Chroniken dieser Zeit war die Verzweiflung der Leute von Morella so groß, dass sie sich ihrer Schutzpatronin, der Jungfrau von Vallivana, anvertrauten. Daraufhin beschlossen die Behörden, das Marienbild von ihrer Kapelle bis in die Stadt zu bringen. Und dann geschah ein Wunder: Die Kranken wurden wieder gesund.
Als Dank verpflichteten sie sich, zu Ehren der Jungfrau von Vallivana alle sechs Jahre ein großes Fest zu feiern. Seitdem gehen zahlreiche Pilger zu Fuß bis zur Wallfahrtskirche 24 km von Morella entfernt, um das Marienbild in die Stadt zu tragen. Die Ankunft der Pilger wird gefeiert, indem die Hauptstraßen der Stadt mit handgemachten Kräuselpapierteppichen geschmückt und neun Tage lang feierliche Festakte organisiert werden.

## Legende
Bei einem Besuch des heiligen Vinzenz Ferrer in Morella 1414 wollte ihm die Frau, bei der er wohnte, eine Mahlzeit kredenzen, die seinem Rang entsprach. Da sie jedoch zu arm war, um Fleisch zu kaufen, schlachtete sie kurzerhand ihren eigenen Sohn und setzte ihn ihrem hohen Gast vor. Als Vinzenz Ferrer die Situation durchschaute, setzte er den Knaben wieder zusammen und erweckte ihn zum Leben. Allerdings fehlte diesem ab nun ein kleiner Finger: Seine Mutter hatte gekostet, ob das Gericht gut genug gewürzt sei… An diese wundersame Begebenheit erinnert heute eine Keramiktafel an der Casa Rovira in der Calle de la Virgen.